# Дженеръл Мотърс
„Джѐнеръл Мо̀търс“ (на английски: General Motors, съкратено GM – произнася се „джи-ем“) е американска корпорация, производител на коли, най-големият в света (в началото на 2007 г. е изпреварен от „Тойота“). Компанията е основана през 1908 г., а броят на служителите по целия свят е 326 999. Към 2008, числото е паднало на 266 000 души. За сравнение световният лидер Тойота има приблизително 316 000 работници. Седалището на GM се намира в Детройт, Мичиган, САЩ. „Джи-Ем“ произвежда коли и камиони в 33 страни. В топ 100 на транснационалните компании GM се нарежда на 9 място, след конкурента Тойота, заемащ 5 място. През 2005 г. са продадени 9,17 милиона коли и камиони от следните марки: „Буик“, „Кадилак“, „Шевролет“, „GMC“, „GM“, „Деу“, „Холдън“, „Хамър“, „Олдсмобил“, „Опел“, „Понтиак“, „Сааб“, „Сатурн“ и „Воксхол“.
Към ноември 2008, от Дженеръл Мотърс заявиха, че са на опасно ниско ниво от доходи, и че ги делят седмици от колапс, ако американското правителство откаже да подпомогне корпорацията.
Декември 2008 г., Сенатът предложи законопроект, който би осигурил 14 млрд. долара на автомобилопроизводителите. Законопроектът беше отхвърлен от Сената, доминиран от републиканците и тяхното становище за защита на свободния пазар и ненамеса на държавата в пазарните процеси. Това доведе до намеса на Белия дом, в резултат на което на 19 декември 2008 г. администрацията на Буш одобри 17,4 млрд. долара за автомобилната индустрия.

## История
Дженеръл Мотърс е основана през 1908 г. в гр. Флинт, щата Мичиган. Начело на компанията застава Уилям Дюрант. През последвалата година Дюрант въвежда Кадилак, Елмор, Оуклънд (по-късно преименуван на Понтиак) и др. Дюрант изгубва контрол над GM през 1910 г. поради натрупани дългове. След няколко години Дюрант основава автомобилната компания Шевролет Мотър и за целта той си осигурява контролен дял от GM. Дюрант си връща управлението над компанията след една от най-драматичните пълномощни войни в американската бизнес история. Скоро след това, след като нововъзникналия автомобилен пазар се срива, Дюрант отново губи контрол над компанията, този път завинаги. Алфред Слоън е избран начело на компанията и я довежда до следвоенно световно доминиране. Този безпрецедентен растеж на GM трае от края на 70-те години до началото на 80-те години на миналия век.

## Преглед на компанията
| Calendar Year | U.S. sales (vehicles) | Chg/yr. |
| ------------- | --------------------- | ------- |
| 1998          | 4 603 991             |         |
| 1999          | 5 017 150             | 9,0%    |
| 2000          | 4 953 163             | 1,3%    |
| 2001          | 4 904 015             | 1,0%    |
| 2002          | 4 858 705             | 0,9%    |
| 2003          | 4 756 403             | 2,1%    |
| 2004          | 4 707 416             | 1,0%    |
| 2005          | 4 517 730             | 4,0%    |
| 2006          | 4 124 645             | 8,7%    |
| 2007          | 3 866 620             | 6,3%    |
| 2008          | 2 980 688             | 22,9%   |
| 2009          | 2 084 492             | 30,1%   |
| 2010          | 2 215 227             | 6,3%    |
| 2011          | 2 503 820             | 13,7%   |
| 2012          | 2 595 717             | 3,7%    |
| 2013          | 2 786 078             | 7,3%    |
| 2014          | 2 935 008             | 5,3%    |
| 2015          | 3 082 366             | 5,0%    |

Световен център на GM е Ренесанс Сентър (Renaissance Center), разположен в Детройт, Мичиган, САЩ. Понастоящем произвеждат коли и камиони в 35 различни страни. Корпорацията GM е мажоритарния акционер в Daewoo Auto & Technology Co в Южна Корея и освен тази е имала редица колаборации с различни световни производители на автомобили. В това число партньорства със Сузуки Мотор Корпорация и Исузу Моторс АД в Япония, технологично напредничави съвместни операции с корпорацията Тойота и BMW AG – Германия, както и начинания в производството на превозни средства с редица световни автомобилопроизводители като Тойота, Сузуки, корпопацията Шанхай Аутомотив Индъстри (Shanghai Automotive Industry Corp), руската Ауто ВАЗ, Рено (Renault SA), узбекистанската УзАвтосаноа (UzAvtosanoa) GM също така е имала съвместни партньорства с Фиат (Fiat S.p.A) и Форд Мотър. Понастоящем GM държи различни дялове в голям брой компании на автомобилопроизводители.
Най-големият пазар за GM продължава да е Съединените щати, следван от Китай, Канада, Обединеното кралство и Германия.

## Инициативи за опазване на околната среда
Компанията отдавна работи и върху превозни средства с алтернативно гориво, През 1987 г. GM печели световното състезание за соларни коли в Австралия с уникалния модел Сънрейсър. Голяма част от технологията от Sunraycer намери пътя си в прототипа Impact – електрическо превозно средство предшественик на най-прочутия електромобил EV1.